# Giuseppe Puglisi-Alibrandi
Giuseppe Puglisi-Alibrandi (Roma, 23 ottobre 1966) è un avvocato italiano.

## Biografia
È nato a Roma, dove si è laureato in giurisprudenza all'Università "La Sapienza".
Nel 2017 fu posto a capo dell'Ufficio Giuridico, Stato Civile, Anagrafe e Notariato del Governatorato dello Stato della Città del Vaticano, in cui lavorava come officiale dal 2014.
Il 4 novembre 2021 papa Francesco lo nominò Vice-Segretario Generale del Governatorato, restando in carica fino all'entrata in servizio come Segretario Generale, il 1⁰ marzo 2025, al fianco dell'arcivescovo Emilio Nappa; è il primo laico a ricoprire l'incarico.